# Eugenes fulgens
Eugenes fulgens là một loài chim trong họ Chim ruồi.

## Hình ảnh

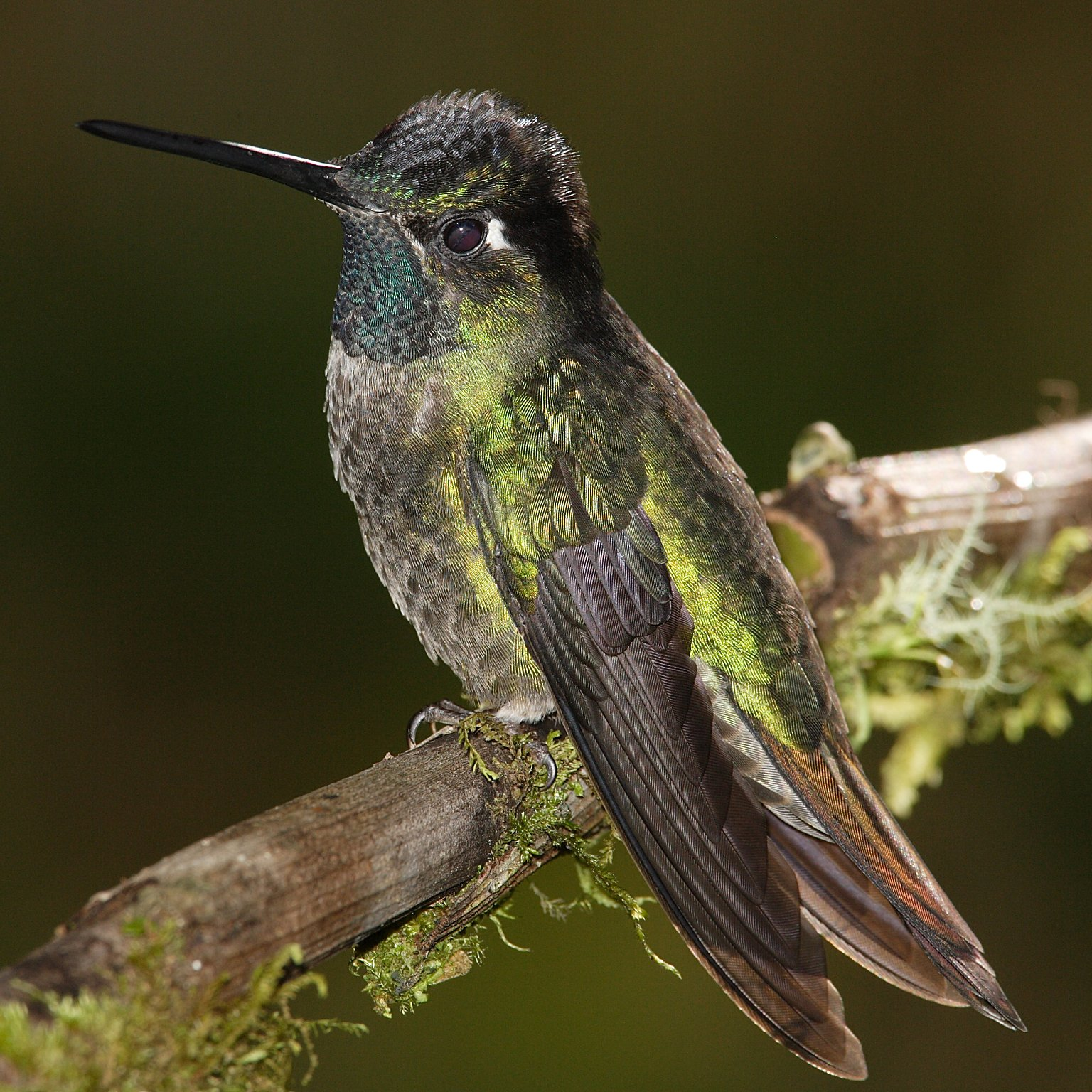
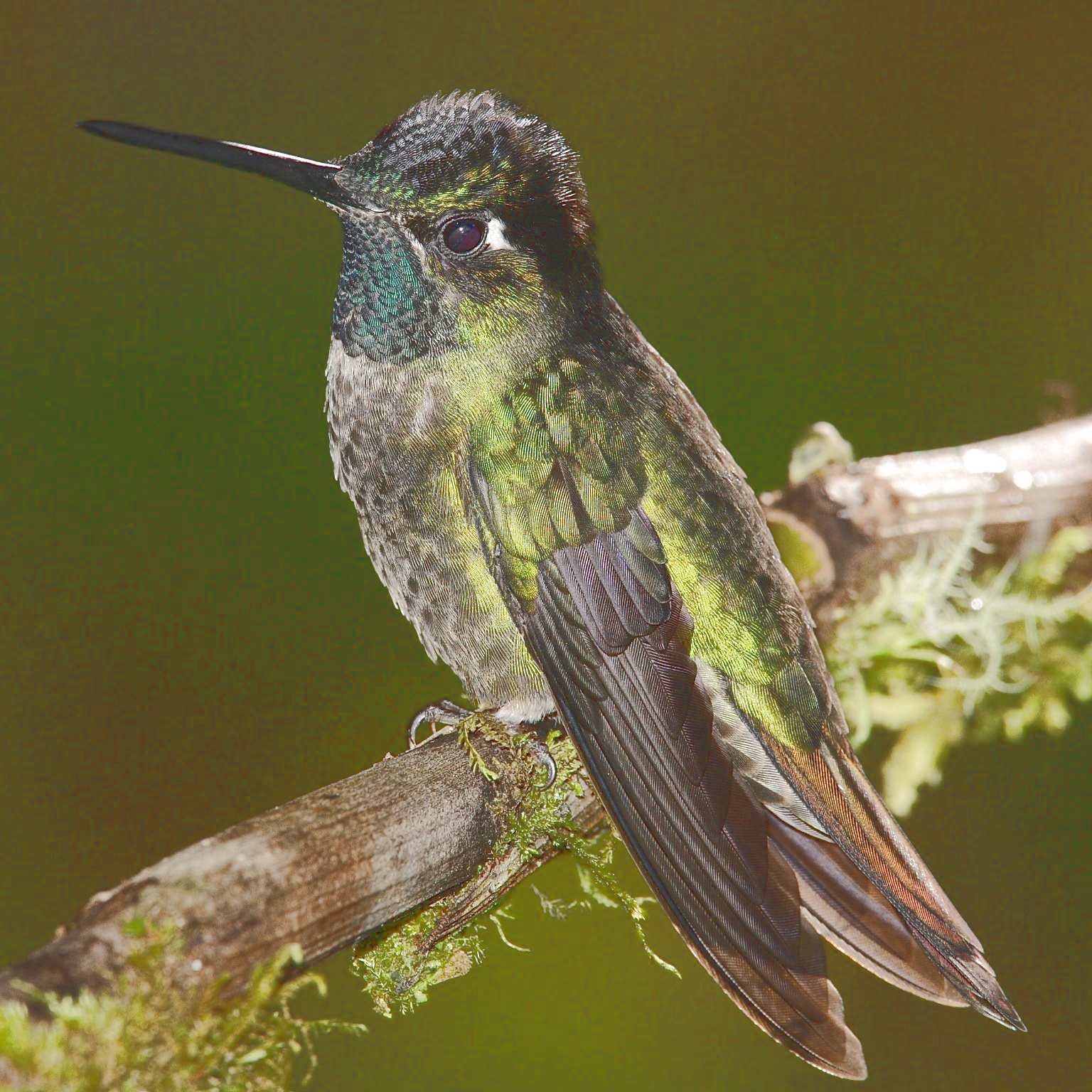